# Білібінська АЕС
Білібінська атомна електростанція — діюча атомна електростанція, (точніше, атомна теплоелектроцентраль), розташована поруч з містом Білібіно Чукотського автономного округу, Росія.
Станція складається з чотирьох однакових енергоблоків загальною електричною потужністю 48 МВт з реакторами ЕГП-6 (водно-графітовий гетерогенний реактор канального типу). Станція виробляє як електричну, так і теплову енергію, яка надходить на теплопостачання міста Білібіно.
Білібінська АЕС — єдина атомна електростанція, розташована в зоні вічної мерзлоти. Є філією «Концерну Росенергоатом».
Рішення про будівництво станції було прийнято в 1965 році. Енергоблоки введені в експлуатацію в 1974–1976 роках. АЕС дає близько 75% електроенергії, що виробляється в ізольованій Чаун-Білібінській енергосистемі (при цьому на саму систему припадає близько 40% споживання електроенергії в Чукотському АО). Продаж електроенергії та обслуговування електричних мереж Чаун-Білібінської енергосистеми здійснює філія ВАТ «Чукотенерго» «Північні електричні мережі».
У 2005 році станція працювала на 35% встановленої потужності, в 2006 році — 32,5%.
За даними на 2006 рік, з початку експлуатації Білібінська АЕС виробила 8,120 млрд кВт·год електроенергії. Відпуск енергії склав 6782 млн кВт·год, тепла — 6,580 млн Гкал.

## Інформація про енергоблоки
| Енергоблок | Тип реакторів | Потужність | Потужність | Початок будівництва | Підключення до мережі | Введення в експлуатацію | Закриття    |
| Енергоблок | Тип реакторів | Чиста      | Брутто     | Початок будівництва | Підключення до мережі | Введення в експлуатацію | Закриття    |
| ---------- | ------------- | ---------- | ---------- | ------------------- | --------------------- | ----------------------- | ----------- |
| Білібіно-1 | ЕГП-6         | 11 МВт     | 12 МВт     | 01.01.1970          | 12.01.1974            | 01.04.1974              | 14.01.2019  |
| Білібіно-2 | ЕГП-6         | 11 МВт     | 12 МВт     | 01.01.1970          | 30.12.1974            | 01.02.1975              | 2025 (план) |
| Білібіно-3 | ЕГП-6         | 11 МВт     | 12 МВт     | 01.01.1970          | 22.12.1975            | 01.02.1976              | 2025 (план) |
| Білібіно-4 | ЕГП-6         | 11 МВт     | 12 МВт     | 01.01.1970          | 27.12.1976            | 01.01.1977              | 2026 (план) |

## Інциденти
- У 1991 р сталася аварія з масовим виходом опускних труб барабана-сепаратора;
- 10 липня 1991 — витік рідких радіоактивних відходів при транспортуванні в сховище (3-й рівень за шкалою INES);
- 20 вересня 1991 — повторний витік РАВ;
- 24 листопада 1995 — аварійна зупинка і відключення від мережі блоків № 1 і № 2 через повну втрату електропостачання власних потреб (1-й рівень за шкалою INES);
- 14 березня 1998 — переопромінення трьох працівників при перевантаженні ядерного палива на блоці № 4 (3-й рівень за шкалою INES).

## Ресурси Інтернету
- Білібінська АЕС [Архівовано 1 травня 2015 у Wayback Machine.]